# Capareirín
Capareirín es una casería perteneciente a la parroquia de Boal, en el concejo de Boal, comarca de Eo-Navia, Principado de Asturias, España.
Actualmente está deshabitado, no estando disponibles sus datos poblacionales (INE, 2013), ya que en ocasiones se considera como parte de Capareiro y no como entidad poblacional diferenciada. Se encuentra a unos 190 m de altura sobre el nivel del mar, en la margen izquierda del río Navia, y dista unos 8 km de la capital del concejo, tomando desde ésta la carretera local BO-1.